# Marcus Fritz
Marcus Bech Fritz også kendt under navnet M.B. Fritz (22. maj 1868 i Aarhus – 6. februar 1942 sammesteds) var en dansk arkitekt og maler. 

## Uddannelse
Han var søn af maleren Andreas Fritz. Som maler er Marcus Fritz uddannet på Kunstakademiets Malerskole i København og elev på P.S. Krøyers Malerskole 1894-1900. Som arkitekt er han uddannet på Kunstakademiets Arkitektskole i København og ansat som konduktør for arkitekt Sophus Frederik Kühnel i Aarhus ved flytningen af Den Gamle Borgmestergaard til Landsudstillingen i Aarhus 1909.

## Virke
Marcus Fritz malede motiver fra det jyske landskab. Han udstillede kun få gange og koncentrerede sig om arkitektgerningen. Fritz hørte som arkitekt til den sene historicisme. Hans bygninger opførtes i røde teglsten og var præget af gammel dansk arkitektur fra romansk stil til barok. Fritz søgte at give sine arbejder et lokalt præg. Da han f.eks. fuldendte tårnet på Spørring Kirke som et tungt, romansk præget bygningsværk, der passede til den middelalderlige kirke, forsynede han det med et brudt, mansardlignende tag med små kviste. Denne type tag er ualmindelig, men forekommer på nogle få kirketårne i oplandet om Aarhus, bl.a. på tårnet fra 1785 på Viby Kirke.

## Hæder
- 1893: Den Sødringske Opmuntringspræmie (for Det indre af en skov med gamle træer)
- 1917: Borgergave i Aarhus for frilæggelse af Aarhus Domkirke

## Værker

### Billedkunst
- Portræt af faderen (tegning, 1890, Frederiksborg Museum)
- Det indre af en skov med gamle træer (1893, Den Sødringske Opmuntringspræmie)
- Bøgeskov ved vinter (udstillet 1895)
- Fra Vintersbølle skov (udstillet 1896)
- Åen (udstillet 1901)
- Repræsenteret med raderinger i Den Kongelige Kobberstiksamling
- en del exlibris

### Arkitektur

#### I Aarhus
- Bethlehemskirken (1912)
- Kloakpumpestation, Jægergårdsgade (1914)
- Stiftelse, Hjarnøgade 7 (1916-17, 1923- 24)
- Arveprinsesse Carolines Børneasyl (1919)
- Højskole Skovvangsvej (1920)
- Risskov Skole (indviet 8. april 1927)[1]
- adskillige ejendomme, villaer og sommerhuse

#### Andetsteds
- Tårn på Spørring Kirke (1935)
- flere kapeller, bl.a. ved Sønderbæk Kirke (1938) og Kristrup Kirke (1938)
- adskillige restaureringer af kirker; endvidere tegning til kirkeinventar, bl.a. orgelpulpitur i Sporup Kirke (1935)